# Julian Reister
Julian Reister (ur. 2 kwietnia 1986 w Hamburgu) – niemiecki tenisista.

## Kariera tenisowa
jako zawodowy tenisista występował w latach 2005–2016.
W turniejach kategorii ATP Challenger Tour zwyciężył 5–krotnie.
W Wielkim Szlemie zadebiutował w roku 2010 podczas Rolanda Garrosa eliminując w 1 rundzie Feliciana Lópeza, natomiast w 2 rundzie Oliviera Rochusa. Do turnieju głównego dostał się po przejściu kwalifikacji. W karierze wygrywał mecze z wyżej notowanymi zawodnikami. Byli to m.in. Guillermo García-López, Filippo Volandri, Alberto Martín czy Robin Haase.
W rankingu gry pojedynczej Reister najwyżej był na 83. miejscu (11 listopada 2013), a w klasyfikacji gry podwójnej na 431. pozycji (28 sierpnia 2006).

### Zwycięstwa w turniejach ATP Challenger Tour w grze pojedynczej
| Końcowy wynik | Nr | Data | Turniej | Nawierzchnia | Przeciwnik             | Wynik finału        |
| ------------- | -- | ---- | ------- | ------------ | ---------------------- | ------------------- |
| Zwycięzca     | 1. | 2011 | Monza   | Ceglana      | Alessio Di Mauro       | 2:6, 6:3, 6:3       |
| Zwycięzca     | 2. | 2013 | Rzym    | Ceglana      | Guillermo García-López | 4:6, 6:3, 6:2       |
| Zwycięzca     | 3. | 2013 | Blois   | Ceglana      | Dušan Lajović          | 6:1, 6:7(3), 7:6(2) |
| Zwycięzca     | 4. | 2013 | Trnawa  | Ceglana      | Adrian Ungur           | 7:6(3), 6:3         |
| Zwycięzca     | 5. | 2014 | Rzym    | Ceglana      | Pablo Cuevas           | 6:3, 6:2            |